# 比爾扎伊城堡

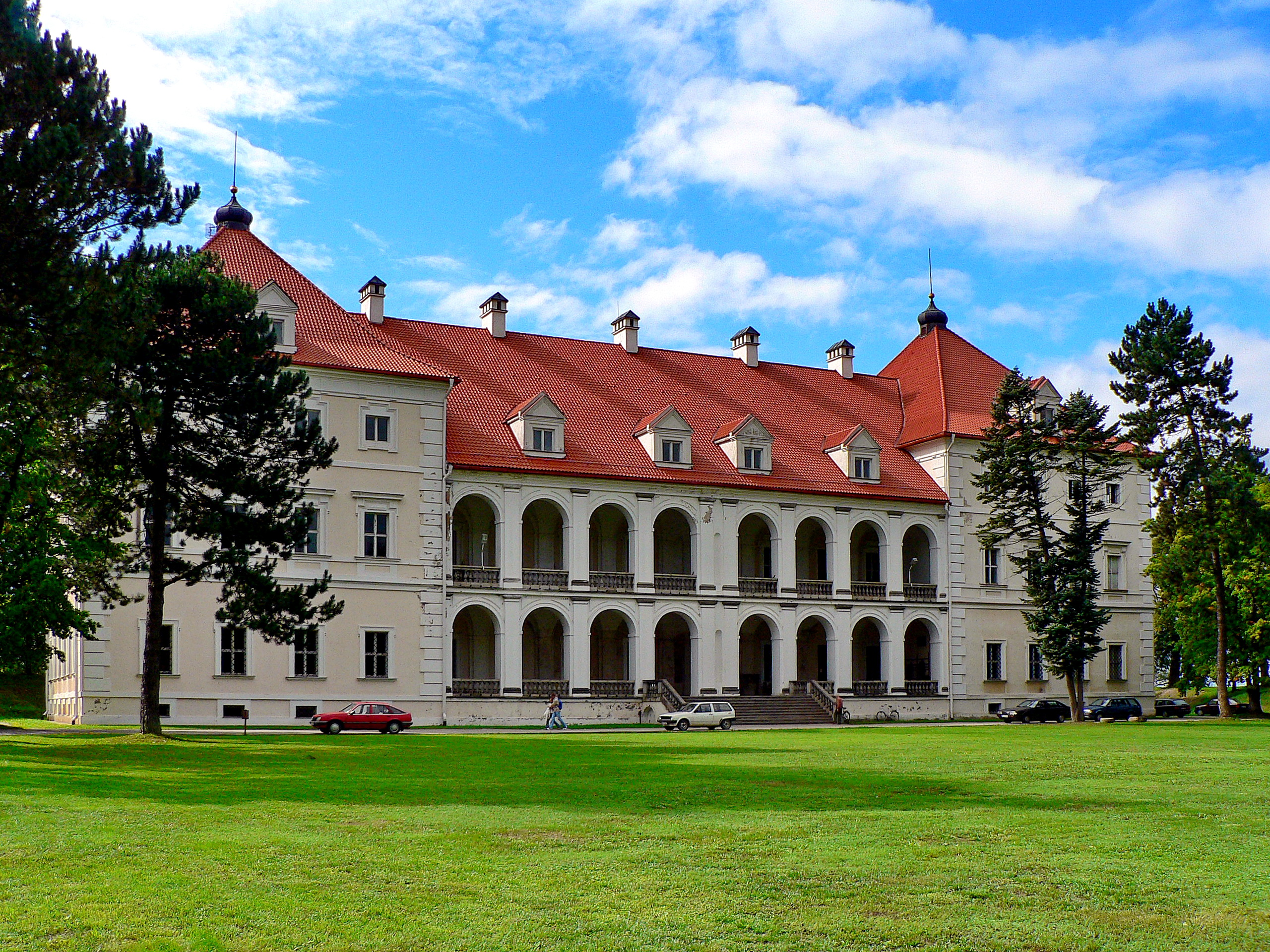
比爾扎伊城堡

比爾扎伊城堡是立陶宛的一座城堡建築，位於立陶宛北部城市比爾扎伊。這座城堡始建於1586年，主要部分竣工於1589年。1980年代之後，城堡按文藝復興巴洛克式風格重建。現在城堡內有一座博物館。